# 漢密爾頓·布朗
漢密爾頓·布朗（英語：Hamilton Brown，1776年—1843年9月18日）是一位愛爾蘭種植園主和牙買加的政治家，他代表聖安娜區出席牙買加眾議院長達22年。布朗在聖安娜建立了漢密爾頓鎮作為他的定居處，並用他的名字為該鎮命名。

## 家庭
漢密爾頓·布朗於1776年出生在愛爾蘭安特里姆郡的一個阿爾斯特蘇格蘭長老會家庭。

## 職業生涯

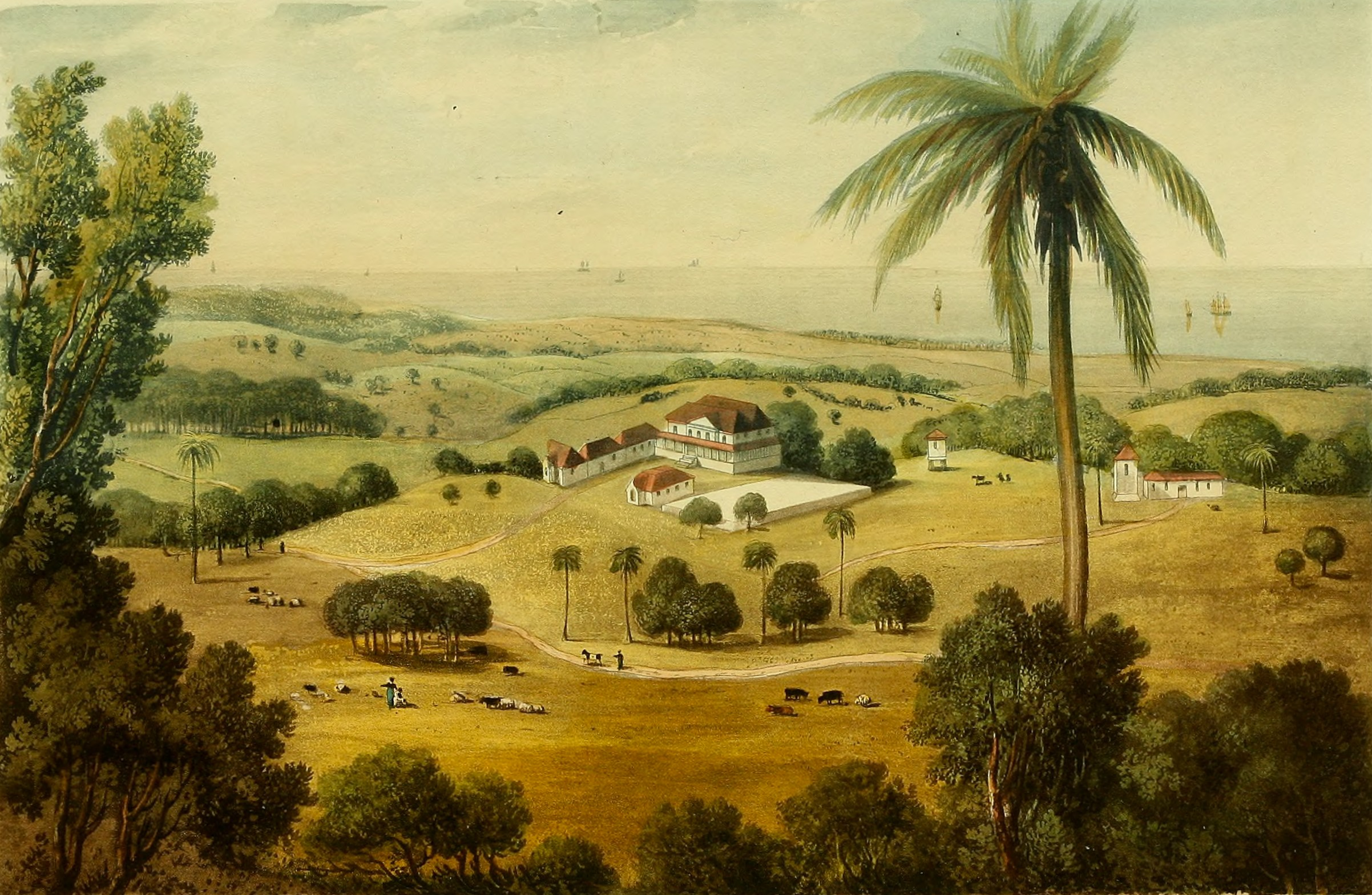
圣安娜区的一个种植园。
詹姆斯·哈克威尔（1820年代）

布朗的職業生涯始於一名莊園記賬員，他在當時還是英格蘭殖民地的牙買加取得大量的土地所有權和農業利益。布朗同時也從事畜產業，他從1829年開始負責在聖伊麗莎白區佩德羅平原的大型牛市。除此之外他也種植糖，擁有位於聖安娜區的多個種植園（安特里姆、科利斯頓、格里爾公園和米納德），並且在許多地方獲得許多利益。
布朗在聖安娜創立一個名為漢密爾頓鎮的城鎮，後來他以他的名字重新命名為布朗鎮，並於1805年出錢在布朗鎮上建造聖公會聖馬可教堂。
1820年，他成為牙買加眾議院的議員並代表聖安娜出席議會長達22年。 1832年，他在前往牙買加的一趟旅行中遇到了亨利·懷特利，他向懷特利爭辯說，牙買加的奴隸比英國的窮人生活得更好，因此英國政府不應干涉牙買加種植園主管理奴隸的方式，然而懷特利在後來參觀種植園時目睹了種植園主嚴厲且任意鞭打這些奴隸
。
根據倫敦大學學院的英國奴隸制遺留問題研究中心的資料顯示，在《1833年奴隸制廢除法》通過後，前奴隸主可根據《1837年奴隸補償法》獲得賠款，英國政府為此向銀行家納坦·邁爾·羅特希爾德和摩西·蒙蒂菲奧裡連帶利息貸款1500萬英鎊（2021年換算約價值14.3億英鎊）用於支付賠款，這些錢後來由英國納稅人於2015年還清。布朗之所以能在牙買加社會中成為擁有豐富資產的奴隸主與他大量索賠有很大的關聯（總計二十五次），他擁有1,120個奴隸，其中大部分都在聖安娜的甘蔗園中工作，布朗一共收到約24,144英鎊（相當於2021年的231萬英鎊）的款項。
布朗同時也積極地招募愛爾蘭人到牙買加工作，1835年12月，來自安特里姆郡巴利馬尼的121人從貝爾法斯特出發，乘坐布朗名下的詹姆斯·雷號雙桅帆船前往牙買加，並且定居在聖安娜。 1836年，布朗又帶了185名愛爾蘭人來到聖安娜。 1840年，種植園主們不斷鼓勵愛爾蘭人大規模移民到牙買加定居，否則這些土地可能會被新解放的奴隸所佔領，但該計劃在愛爾蘭受到批評，因為它有可能會使這些移民也變成奴隸。

## 逝世
布朗於1843年9月18日去世，葬于牙買加布朗鎮的聖馬克聖公會教堂的基督新教墓地中。